# كلازاكيزوماب
كلازاكيزوماب (بي إم إس - 945429 (بالإنجليزية: BMS-945429)‏ وأيه إل دي 518 (بالإنجليزية: ALD518)‏ سابقاً) هو جسم مضاد وحيد النسيلة يعمل مضاداً لإنترلوكن-6. ما زال دواءً تجريبياً من المفترض استخدامه لعلاج السرطان والتهاب المفاصل الروماتويدي وداء كرون بسبب مواصفاته المضادة للالتهاب. طورته آلدر بايوفارماسيوتيكالس وبريستول مايرز سكويب.